# More Than a Woman
"More Than a Woman" é uma canção disco do grupo musical inglês Bee Gees. Foi composta por Barry, Robin e Maurice Gibb para a trilha sonora do filme Saturday Night Fever (no Brasil, Os Embalos de Sábado à Noite).
A trilha sonora do filme traz duas versões da canção - uma dos próprios Bee Gees e outra da banda Tavares. Ambas aparecem no filme. A canção foi interpretada por diversos artistas, nos mais diversos estilos. Os Bee Gees não lançaram esta canção como single (apenas na Itália, onde foi um dos 10 maiores sucessos), porém foi executada intensamente nas rádios e é uma de suas canções mais conhecidas. Uma versão ao vivo executada pela banda em 1997 está disponível tanto nas versões de CD e DVD do álbum One Night Only. 
A canção também foi incluída em compilações de sucessos dos Bee Gees, como Tales from the Brothers Gibb e Their Greatest Hits: The Record. As primeiras versões de Their Greatest Hits: The Record do Reino Unido trouxeram a canção com um defeito de masterização, no qual o áudio abaixava abruptamente o volume durante o primeiro verso; este erro foi corrigido após as primeiros milhares de cópias terem sido distribuídas.
O videoclipe da canção foi extraído do filme Saturday Night Fever, e mostra o ator John Travolta dançando numa casa noturna.